# Sin Wi
Sin Wi (신위, 1769 - 1845/47 ?), Jaha 자하 ou Gyeongsudang 경 수당, était un fonctionnaire lettré dans la Corée de la fin de la période Joseon ainsi qu'un peintre amateur dans le style artistique des lettrés.

## Éléments biographiques
Né à Pyeongsan (Hwanghae), mort à Séoul, mais la date de sa mort peut varier entre 1845 et 1847.
Il était attaché à l'ambassade envoyée en Chine en 1813. Il a rencontré Feng Fangkang (1733-1818), une autorité dans les inscriptions sur la pierre et le bronze. Après la mort du prince héritier Hyomyeong en 1830, il fut envoyé en exil, mais plus tard rappelé. Il était un penseur progressiste, impliqué dans le mouvement Sirhak.
Sa peinture montre l'influence de son professeur Gang Se-hwang (1713-1791), mais il est aussi un disciple de Yun Sun (1680-1741).
Il est considéré comme l'un des plus grands peintres de bambou, et son style de paysage simple mais efficace témoigne d'un style personnel clairement affirmé. On peut en dire autant de sa calligraphie.

## Œuvre
Sin Win a laissé une œuvre importante dans les domaines de la poésie, de la calligraphie et de la peinture.

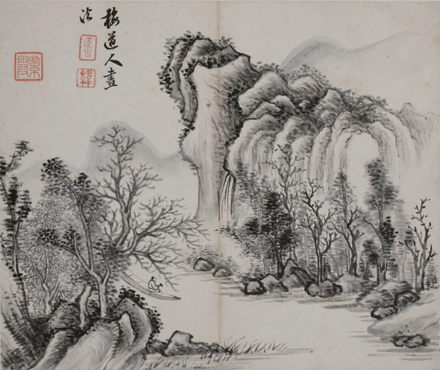
Paysage, encre sur papier, 22,9 × 27,2 cm, Musée national de Corée.
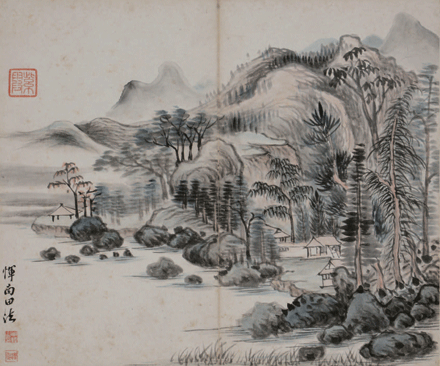
Paysage, encre sur papier, 22,9 × 27,2 cm, Musée national de Corée.
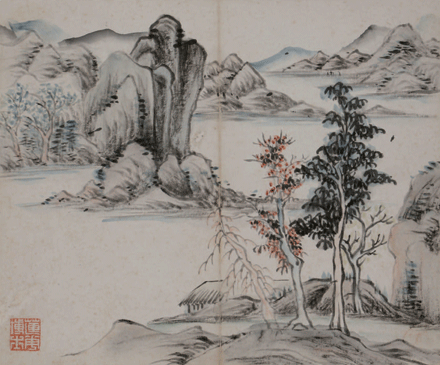
Paysage, encre sur papier, 22,9 × 27,2 cm, Musée national de Corée.

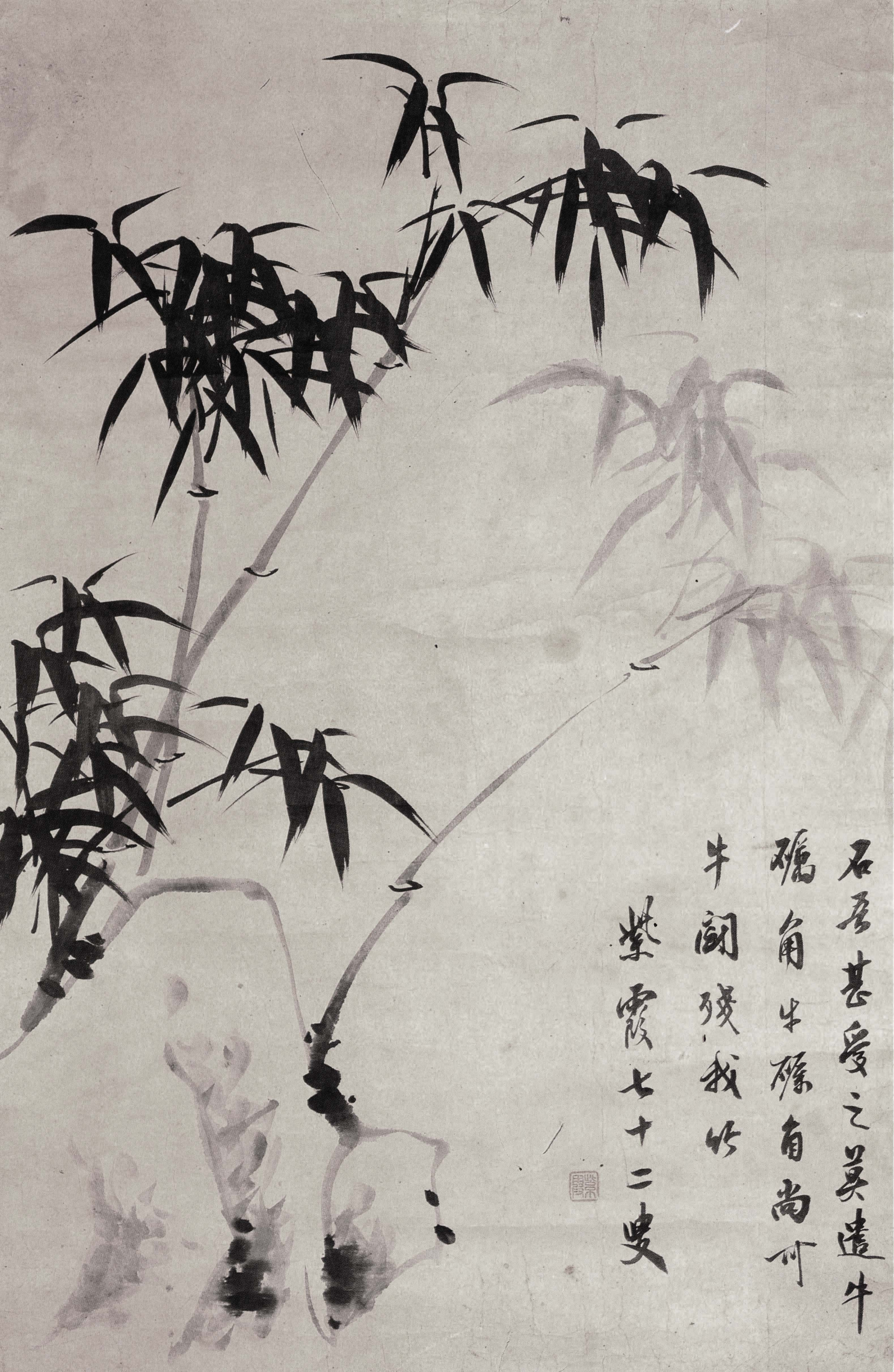
Bambous, encre sur papier. 80 × 51 cm (1840).
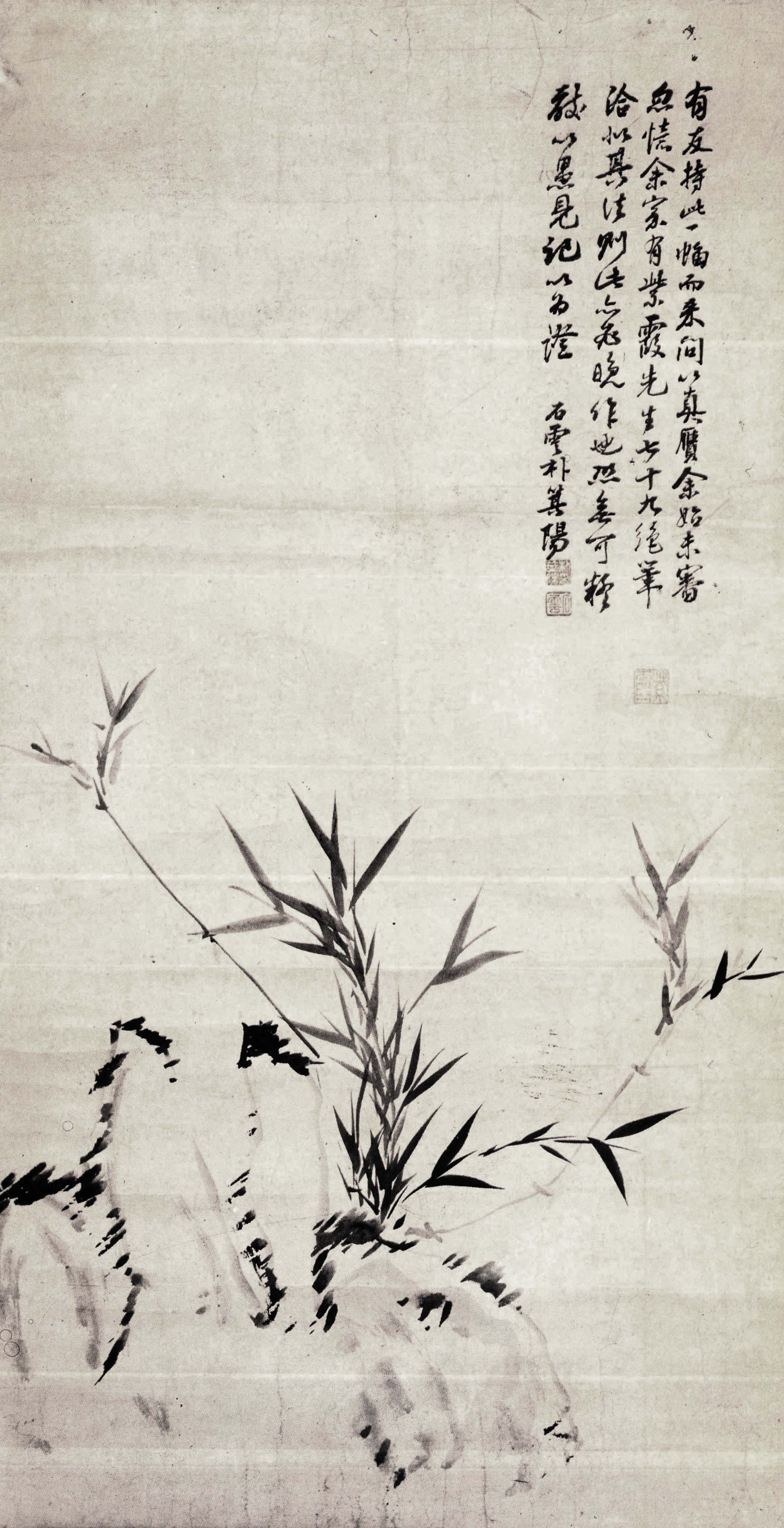
Bambous, encre sur papier (1847).

La Korean Copyright Commission liste 18 peintures, 48 calligraphies, 7 [moldings] et 17 documents pour Sin Wi, tandis que Towooart établit une courte notice.